# Sri Dalada Maligawa

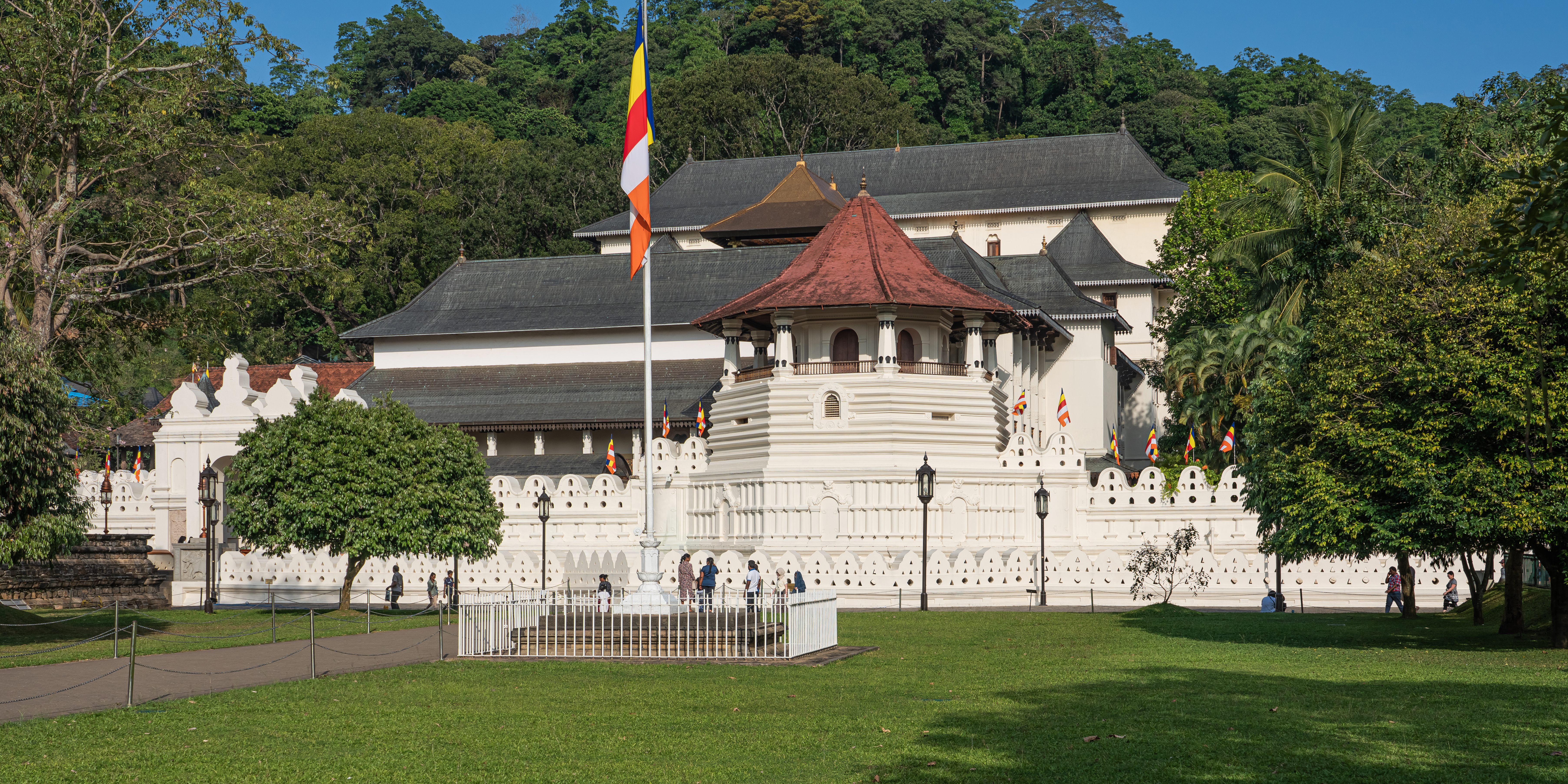
Außenansicht des Zahntempels in Kandy

Sri Dalada Maligawa, auf Deutsch häufig der Zahntempel (singhalesisch: ශ්‍රී දළදා මාළිගාව), ist ein buddhistischer Tempel in Kandy, Sri Lanka, in dem gemäß der Überlieferung der linke Eckzahn des historischen Buddha Siddhartha Gautama als Reliquie aufbewahrt wird.

## Gebäude

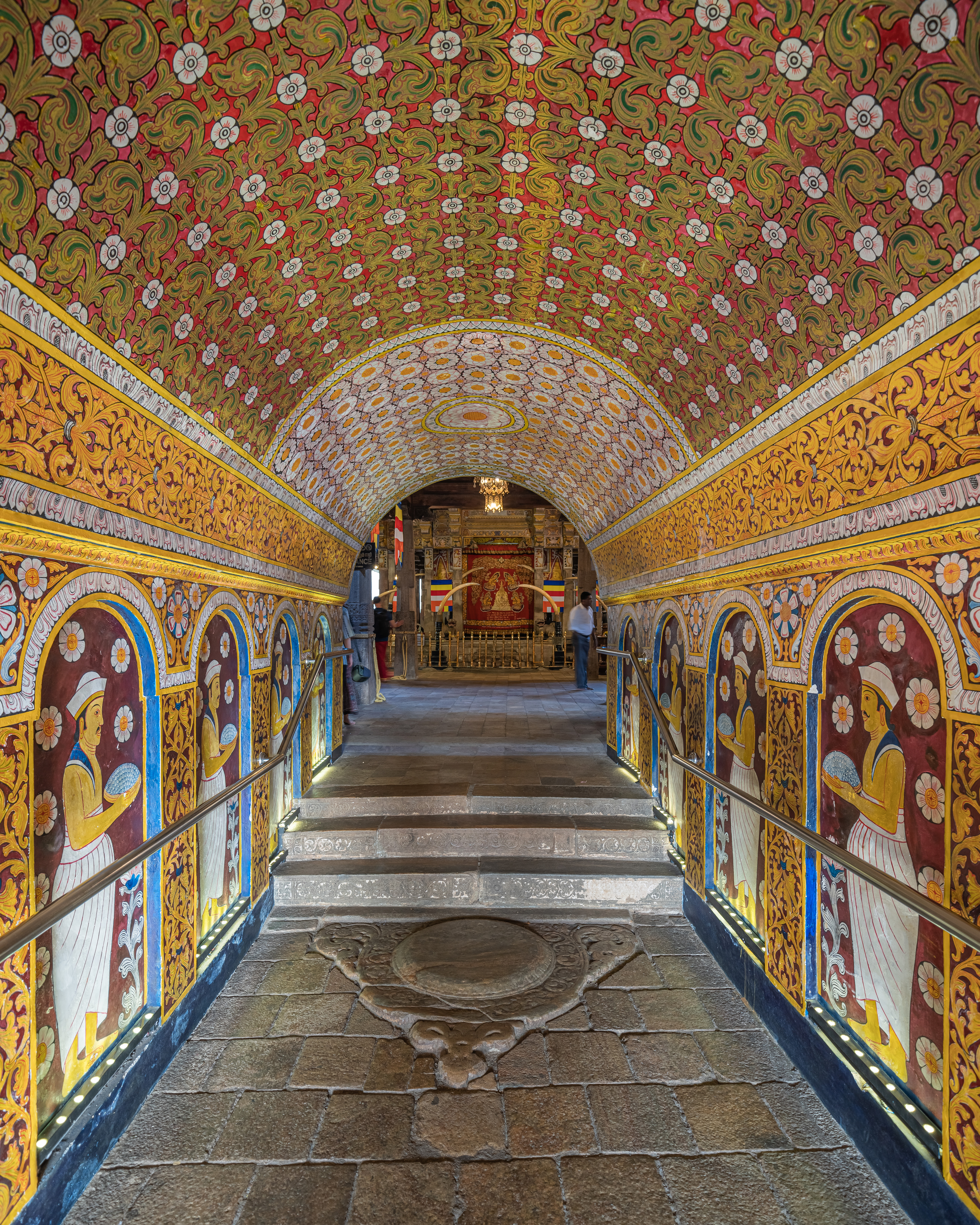
Eingangsportal

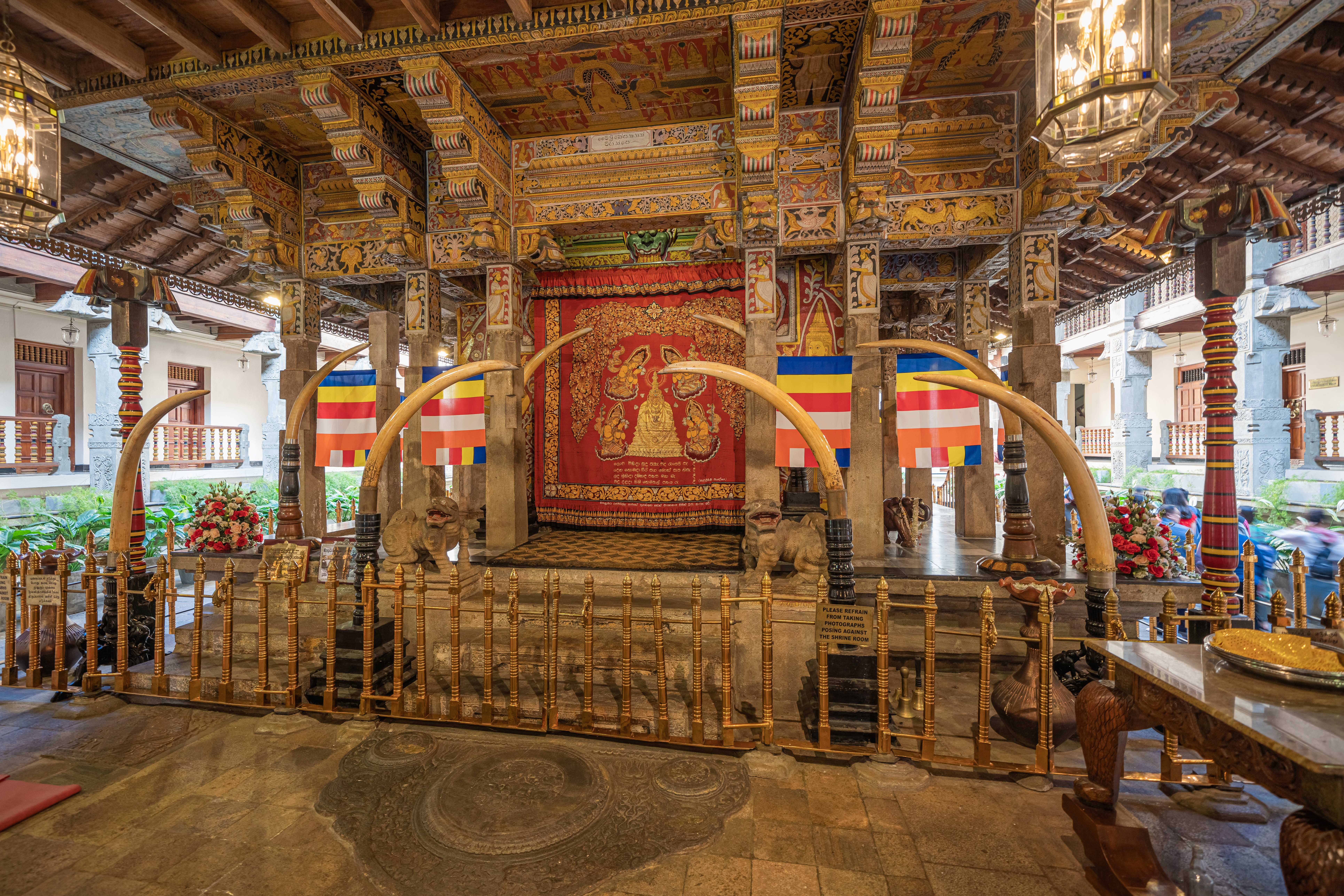
Der goldene Schrein, hinter dem sich Opfergaben befinden.

Der Zahntempel wurde in mehreren Abschnitten zwischen 1687 und 1782 erbaut. Von außen sticht der achteckige Turm hervor; in ihm ist derzeit eine Bibliothek untergebracht. Der Hauptkomplex, in dem sich mehrere Schreine befinden, besteht aus drei Etagen. Die dritte Etage beherbergt den Goldenen Schrein, vor dem sich Pilger sammeln, die den heiligen Zahn verehren. In der Mitte des Schreins befindet sich der Zugang zu einer Kammer, in der die Reliquie unter sieben goldenen Dagobas aufbewahrt wird.
Der Schrein wird täglich dreimal für jeweils eine Stunde geöffnet: am Morgen, am Vormittag und am Abend. Zudem wird der Zahn einmal pro Woche gereinigt. Ob es sich dabei um das Original handelt, ist fraglich, da aus Sicherheitsgründen mehrere Kopien des Zahns existieren. Im Zahntempel befindet sich zudem das Sri Dalada Museum. Darin wird die Geschichte des Zahns illustriert. Auch sind zahlreiche Geschenke von Pilgern ausgestellt.

### Tempelbezirk
Um den Zahntempel herum befinden sich vier große überdachte Schreine (Devale). Nur einer davon entstammt einer buddhistischen Tradition. Dieser Natha Devale ist dem Schutzpatron Sri Lankas geweiht. Natha wird dabei als der Bodhisattva Avalokiteshvara verehrt. Die übrigen drei Devale sind hinduistischen Göttern gewidmet. Im Vishnu Devale wird Vishnu als Beschützer des Buddhismus gehuldigt. Die südindische Göttin Kannagi wird im Pattini Devale für ihre heilenden Fähigkeiten verehrt. Im Kataragama Devale wird dem Kriegsgott Skanda geopfert.
Im Tempelbezirk befinden sich außerdem Wirtschaftshäuser aus der britischen Kolonialzeit. Umgeben ist das gesamte Areal von einem Burggraben und Wällen. Direkt in der Nachbarschaft zum Zahntempel befindet sich auch eine Moschee und eine Kirche, wodurch vier Weltreligionen (Buddhismus, Hinduismus, Islam, Christentum) innerhalb eines Quadratkilometers vertreten sind.

## Bedeutung des Zahns
Der Zahntempel als Gebäude ist eher zweitrangig. Allein sein Zweck, die Aufbewahrung und der Schutz des Daladas, des Zahns Buddhas, ist von Bedeutung. Die Verehrung des Zahns beruht auf der Vorstellung, in ihm sei die spirituelle Kraft des Buddha gespeichert. Danach besitzt der Zahn die Fähigkeit, ähnlich wie der Bodhi-Baum bei Buddhas Erleuchtung, als Regenmacher zu wirken. Dieser Glaube machte aus der religiösen Reliquie gleichzeitig ein politisches Machtinstrument. Er ging durch die Hände vieler indischer Könige. Der jeweilige Beschützer des Zahns wurde respektiert, da er religiösen Beistand besaß und sein Land niemals von Dürre heimgesucht werden konnte. In Sri Lanka wurde der Zahn in der jeweiligen Hauptstadt des Landes aufbewahrt. Er war eine Art Legitimation für den singhalesischen Thron. Buddhisten aus aller Welt kommen nach Kandy, um den Zahntempel zu besuchen. Höhepunkt dieser Verehrung ist die jährlich stattfindende Esala Perahera. Bei dieser Prozession wird der Zahn durch die Stadt getragen, um für Regen und damit eine gute Ernte zu bitten.

## Geschichte des Zahns

### Von Indien nach Sri Lanka
Nach Buddhas Einäscherung erhielt der Legende nach Khema, eine der Nonnen in seiner Anhängerschaft, den Zahn. Diese gab ihn wiederum an Brahmadatte, den König von Dantapuri, weiter. Wegen seiner regenmachenden Fähigkeiten gab es vielerlei Konflikte zwischen den indischen Herrschern. Nach etwa acht Jahrhunderten soll er in den Besitz von Guhaseeva, der von 303 bis 331 König von Kalinga war, gelangt sein. Benachbarte Herrscher bedrohten Guhaseeva. Sie waren Anhänger von Shiva und wollten den Zahn zerstören. Deshalb gab der König den Zahn weiter an Prinz Dantha, seinen Schwiegersohn. Dantha und die Tochter von Guseeva, Prinzessin Hemamala, flohen nach Sri Lanka. Beide reisten dabei incognito als Pilger, um nicht aufzufallen. Hemamala versteckte den Zahn in ihrer Haarspange. In Sri Lanka wurden die beiden freundlich empfangen. Von da an wurde der Zahn vom dortigen König beschützt.

### Im Schutz der Singhalesischen Könige

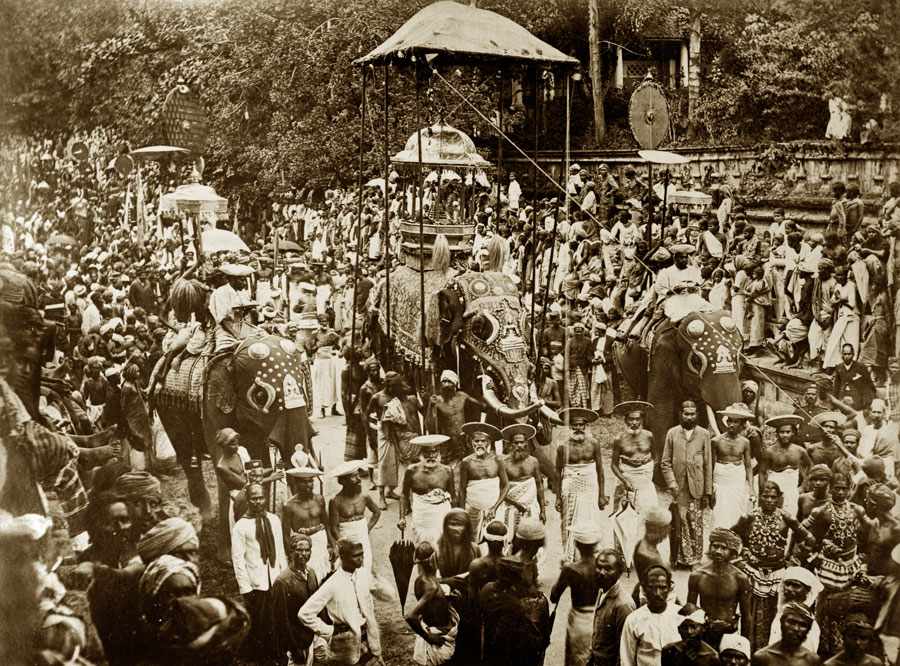
Esala Perehera – 1885

Der Zahn wurde in der Hauptstadt von Sri Lanka aufbewahrt. Anfangs war dies Anuradhapura, später dann Polonnaruwa, dann Dambadeniya und schließlich ab 1592 Kandy. Zwei Mönchsorden, die Asgiraya und die Malwatte, sind seitdem für die Organisation von Reliquienverehrung und Prozessionen verantwortlich. In jeder dieser Städte, wie auch in Kandy, wurde ein Palast zum Schutz des Zahns errichtet.
Kolonialmächte versuchten später, den Kult um die Reliquie zu zerstören, um damit auch den Machtanspruch des singhalesischen Königs zu schwächen. Während der portugiesischen Kolonialzeit (1505–1658) wurde der Zahn von den Portugiesen nach Goa (Indien) gebracht und dort angeblich zerstört. Die Singhalesen behaupten jedoch, dass es sich dabei nur um eine Kopie des Zahns gehandelt habe. Auch während der britischen Kolonialzeit (1798–1948) wurde weiterhin versucht, die Verehrung des Zahns zu unterdrücken. Die Briten wagten es sogar, die Esala Perahera Prozession zu verbieten. Aufkeimende Unruhen nach solchen Aktionen führten dann aber zu einer Toleranz bezüglich der Huldigung der Reliquie.

### Nach der Unabhängigkeit Sri Lankas
Nach der Unabhängigkeit Sri Lankas (1948) wurde Colombo die politisch wichtigste Stadt im Land. Kandy blieb aber weiterhin ein religiöses Zentrum, nicht nur für die Buddhisten Sri Lankas, sondern auch darüber hinaus. 1988 wurde der Tempelbezirk gemeinsam mit der Altstadt von Kandy zum Weltkulturerbe der UNESCO gekürt. Am 25. Januar 1998 kam es zu einem Selbstmordanschlag der LTTE auf den Zahntempel. 17 Menschen wurden dabei getötet, 25 verletzt. Auch der Tempel wurde teilweise beschädigt. Nachdem die Schäden am Tempel behoben waren, richtete man Vereinzelungsanlagen vor dem Eingang zum Tempelbezirk ein.

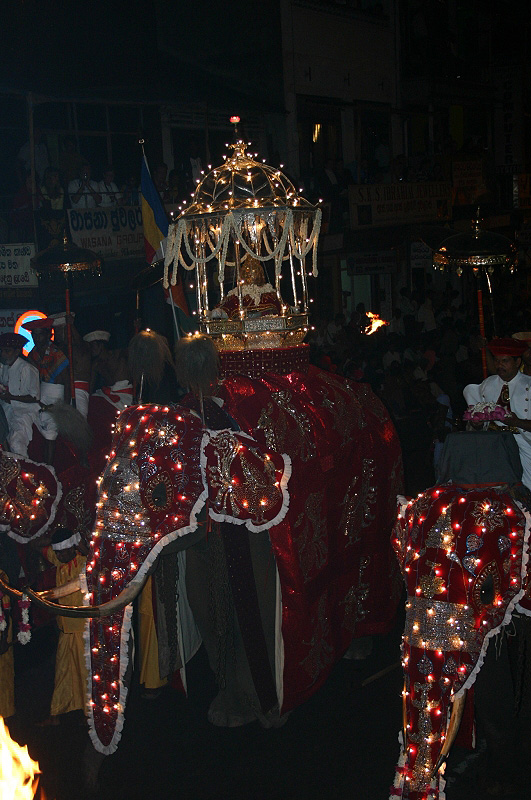
Elefant auf der Esala Perahera Prozession.

## Esala Perahera

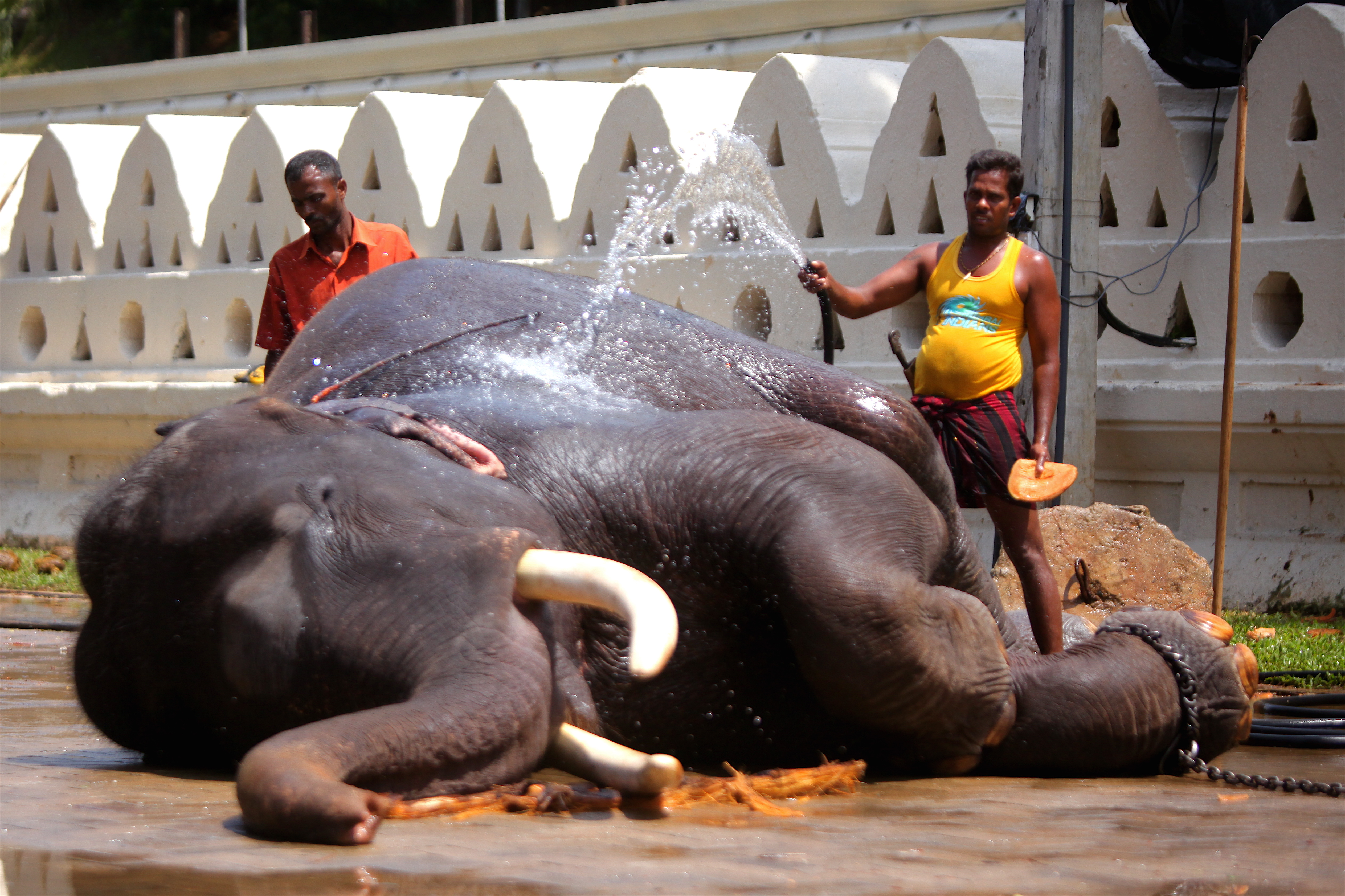
Elefantenwaschung

Wann fängt die Perhera an? Laut lanka.com (s. u.) beginnt sie "on Esala Full Moon Poya Day on the month of July and Concludes on Nikini Full Moon Poya Day on the month of August."Während der 10 Nächte vor dem ersten Vollmond (Nikini Poya) im August findet die Esala Perahera (sinhala. ˈæsələ ˌperəˈhærə) statt. Erstmals wurde sie im 4. Jahrhundert nach der Ankunft des Zahns in Sri Lanka durchgeführt. Sie geht zurück auf einen indoarischen Kult, den Sieg von Indra über den Dämon Vritra, der den Ausbruch von Regenwolken verhindert.
An den fünf Tagen vor den Festlichkeiten werden Teile eines Jak-Baums vor jedem der vier Schreine um dem Zahntempel eingepflanzt. Dies ist eine Art Fruchtbarkeitskult, bei dem die Jak-Pflanzungen den heiligen Baum Kap Ruka symbolisieren. An den darauf folgenden fünf Tagen findet eine Prozession statt, die in 4 Glieder unterteilt wird. Dabei werden jeweils die Insignien der vier Schreine im Tempelbezirk (Natha, Vishnu, Kartikeya, Pattini) durch die Straßen von Kandy getragen. In den letzten 5 Tagen (Maha Perahera) schließt sich die Prozession um den heiligen Zahn den anderen vier Prozessionen an. Zeremonienmeister der Prozessionen ist der sogenannte Diyawadana Nilame. Er besitzt auch ein Büro im Zahntempel und hat meist Mitarbeiter aus dem Landwirtschaftsministerium. Auch die beiden Äbte der Mönchsorden von Asgiraya und Malwatte halten wichtige Positionen bei der Prozession inne.
Bei der gesamten Esala Perahera werden bis zu über 100 bunt geschmückte Elefanten eingesetzt. Auf ihnen befinden sich oft Kästen und Schatullen, die heilige Gegenstände wie den heiligen Zahn enthalten. Neben bzw. zwischen den Elefanten tanzen und musizieren traditionell gekleidete Gläubige. Die Elefanten und die Prozessionsrouten werden heute von zahlreichen Glühbirnen erleuchtet. Die Prozession ist ein jährlicher Anziehungspunkt, nicht nur für Gläubige, sondern auch für viele Touristen.
Am Ende der Esala Perahera wird unter Ausschluss der breiten Öffentlichkeit die Zeremonie des Wasserscheidens vom Diyawadana Nilame durchgeführt. Dabei wird aus dem Mahaveli-Fluss Wasser mit einem heiligen Schwert geteilt. Dieses nun heilige Wasser wird an hinduistische und buddhistische Tempel aufgeteilt. Zum Abschluss findet dann noch die einzige Prozession am helllichten Tag statt.